# Mughiphantes carnicus
Mughiphantes carnicus là một loài nhện trong họ Linyphiidae.
Loài này thuộc chi Mughiphantes. Mughiphantes carnicus được miêu tả năm 1982 bởi van Helsdingen.